# Krążowniki pancerne typu Izumo

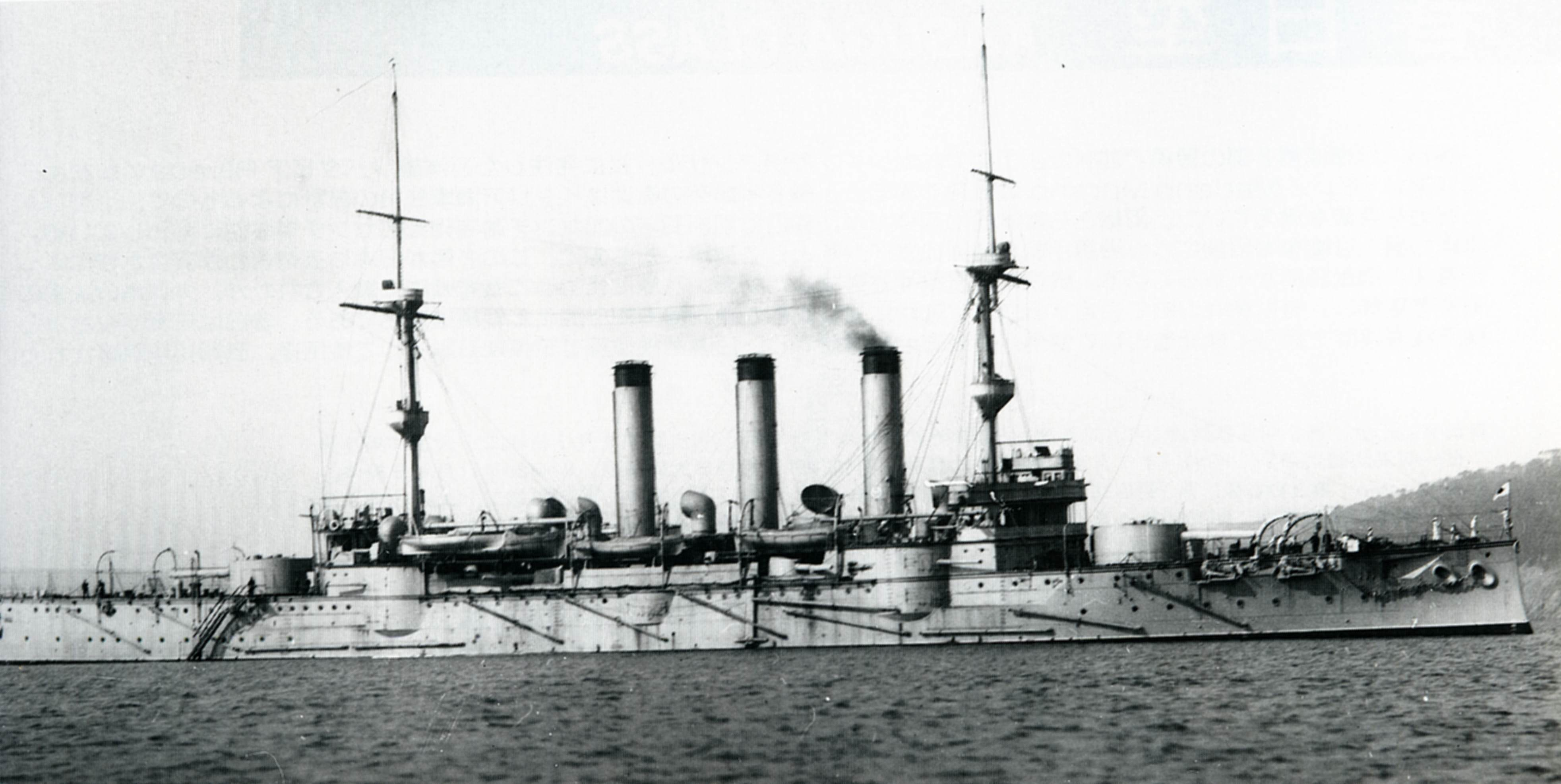
"Iwate"

Krążowniki typu Izumo (jap. 出雲型装甲巡洋艦 Izumo-gata sōkōjun'yōkan) – seria dwóch krążowników pancernych japońskiej marynarki wojennej z początku XX wieku – "Izumo" i "Iwate", zbudowanych w Wielkiej Brytanii.

## Historia
Krążowniki typu Izumo zostały zamówione przez Japonię w angielskiej stoczni Armstrong Whitworth w Elswick, w ramach wielkiego programu rozbudowy floty z lat 1895-1896, zakładającego budowę m.in. 6 krążowników pancernych. Stanowiły dalsze rozwinięcie okrętów poprzedniego typu Asama, zaprojektowanego w zakładach Armstronga w ramach tego samego programu. Przede wszystkim zastosowano lżejszy, lecz bardziej wydajny napęd, co pociągnęło zmianę sylwetki okrętów z dwukominowej na trzykominową oraz nieco wzmocniono opancerzenie. Zamówienie na pierwszy z dwóch okrętów ulepszonego typu zostało złożone 16 września 1897 – dwa miesiące po rozpoczęciu budowy drugiego z krążowników typu Asama.
| Nazwa        | położenie stępki | wodowanie  | wejście do służby | zatopienie |
| ------------ | ---------------- | ---------- | ----------------- | ---------- |
| Izumo (出雲) | 14.05.1898       | 19.09.1899 | 25.09.1900        | 28.07.1945 |
| Iwate (磐手) | 11.11.1898       | 29.03.1900 | 18.03.1901        | 25.07.1945 |

## Opis okrętów
Architektura okrętów ogólnie była typowa dla krążowników pancernych tego okresu, z tym, że miały one też pewne cechy zbliżające je do pancerników (przeddrednotów), jak gładkopokładową konstrukcję ze stosunkowo niewysokimi burtami na dziobie i rufie oraz centralny kompleks nadbudówek, z kazamatami dział artylerii średniej. Dziób miał formę taranową, z lekko wysuniętą do przodu częścią podwodną. Artyleria główna była umieszczona w dwóch dwudziałowych wieżach na pokładzie dziobowym i rufowym, o pionowych ścianach, owalnych w rzucie z góry. Uwagę w sylwetce zwracały trzy wysokie i cienkie kominy na śródokręciu, stanowiące główną różnicę w wyglądzie w porównaniu z dwukominowymi okrętami typu Asama. Architekturę uzupełniały dwa rozbudowane maszty z przodu i tyłu kompleksu nadbudówek.
W stosunku do typu Asama zmianie uległa siłownia, przez zastosowanie nowszych, bardziej efektywnych i lżejszych kotłów parowych Belleville, w liczbie 24 zamiast 12. Pociągnęło to konieczność przeprojektowania pomieszczeń kadłuba i wzrostu jego szerokości o 46 cm, co skompensowano niewielkim jego skróceniem. Kadłub dzielił się na 13 głównych poprzecznych przedziałów wodoszczelnych; na części długości miał podwójne dno.

### Opancerzenie
Opancerzenie okrętów powtarzało schemat okrętów typu Asama, lecz miejscami je pogrubiono. Główny pas pancerny na linii wodnej rozciągał się na większości długości okrętu (123,75 m) i miał wysokość 2,13 m (7 stóp), z czego 1,50 m normalnie znajdowało się pod powierzchnią wody. Pas miał największą grubość 178 mm na długości 84,13 m na śródokręciu – w rejonie siłowni i komór amunicyjnych (Asama w rejonie komór miał grubość 127 mm). Na dziobie i rufie pas miał grubość 89 mm. Nad głównym pasem był górny, krótszy pas grubości 127 mm. Tworzył on wraz ze skośnymi przegrodami na jego końcach, obejmującymi dolne części barbet wież artylerii, pancerną cytadelę między pokładem pancernym a bateryjnym, o rzucie z góry zbliżonym do sześciokątnego. Długość górnego pasa nieco zmniejszono i wynosiła 53,34 m na "Izumo" i 51,21 m na "Iwate" (wysokość 1,53 m – według innych źródeł 2,13 m), lecz dzięki wygiętym przegrodom długość całej cytadeli w osi wzdłużnej okrętu wzrosła do 79,25 m. Odporność pancerza burtowego była jednak znacznie większa, niż w typie Asama, gdyż zastosowano pancerz ze stali cementowanej Kruppa w miejsce stali niklowej Harveya (oprócz płyt 89 mm i cieńszych, które pozostały ze stali niklowej).

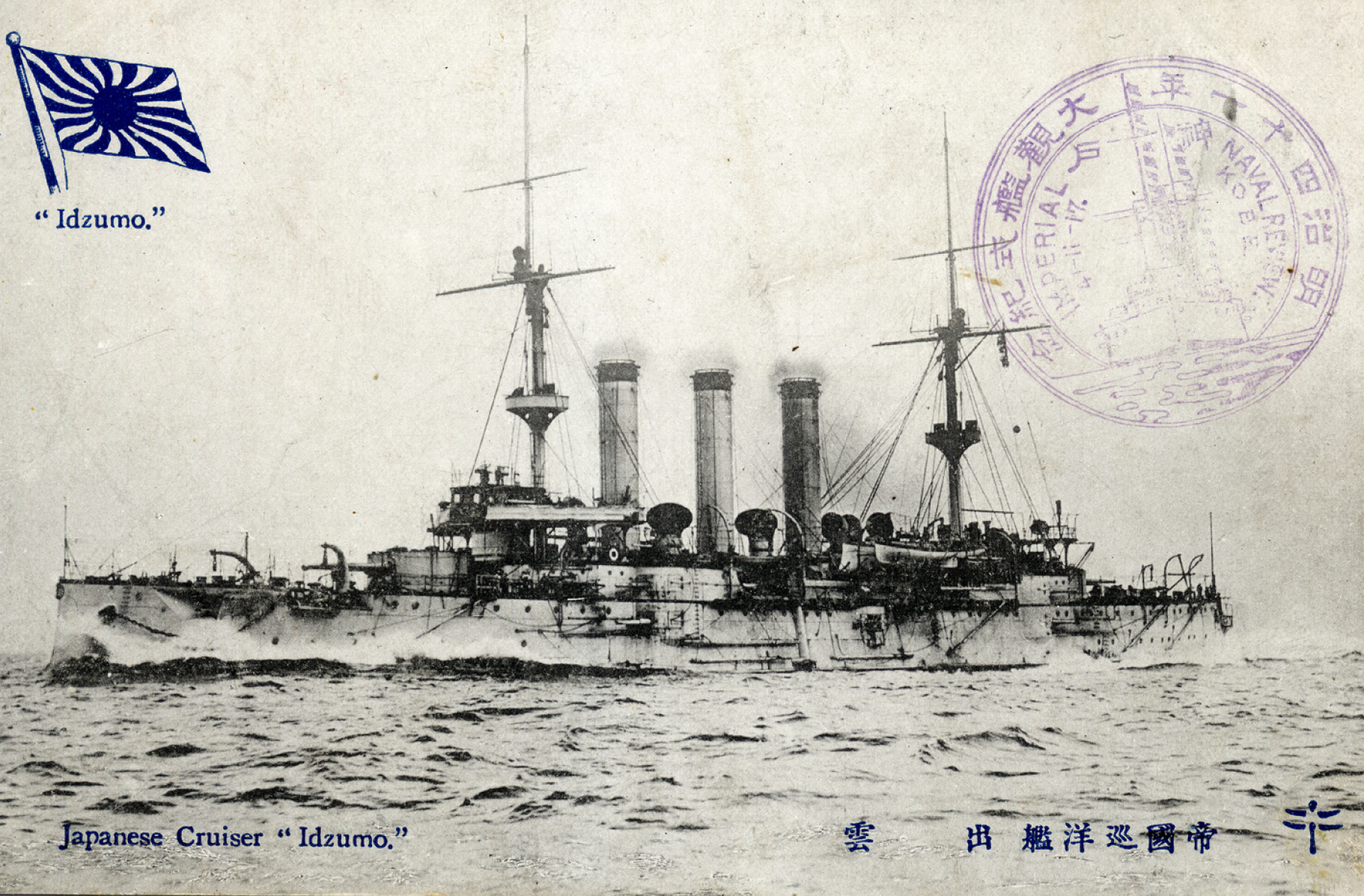
"Izumo" ok. 1941 na pocztówce

Ochronę horyzontalną stanowił wewnętrzny pokład pancerny ze stali niklowej, o profilu trapezowym w przekroju poprzecznym (jego górna powierzchnia znajdowała się nieco nad linią wodną). Skosy pokładu wzmacniały ochronę burt, dochodząc do dolnej krawędzi głównego pasa pancernego (między skosami a burtą, znajdowały się nadto zasobnie węglowe). Grubość pokładu zwiększono do 63 mm na całej jego powierzchni. Zrezygnowano natomiast z ciężkiej wyrzutni torped i jej opancerzenia na dziobie. Poza tymi zmianami, opancerzenie pozostało, jak w typie Asama. Pancerz wież i barbet artylerii głównej wynosił 152 mm (stal Kruppa), a od góry 25 mm. Dziesięć dział 152 mm umieszczone było w kazamatach opancerzonych płytami 152 mm (z boków i tyłu 51 mm, od góry 25 mm), pozostałe 4 działa miały maski ochronne grubości 76 mm od przodu, 31,75 mm z boków. Wieża dowodzenia miała pancerz boczny grubości aż 356 mm, lecz cienki dach (25 mm).

### Uzbrojenie
Uzbrojenie główne stanowiły 4 działa 203 mm o długości lufy 45 kalibrów, systemu Armstronga, umieszczone w dwóch wieżach. Pole ostrzału każdej z wież wynosiło 260°. Amunicja była rozdzielnego ładowania, składała się z pocisków przeciwpancernych i burzących. Wprowadzone przed wojną rosyjsko-japońską nowe pociski przeciwpancerne okazały się jednak mało skuteczne przeciw celom pancernym, gdyż wybuchały w momencie uderzenia w pancerz, zamiast przebijać go. Zapas amunicji wynosił 120 pocisków na działo (typowo 70 przeciwpancernych i 50 burzących). Część zapasu pocisków umieszczona była w wieżach (po 62 na wieżę), co stwarzało potencjalne niebezpieczeństwo w razie trafienia. Teoretyczna szybkostrzelność wynosiła 3 strz/min, lecz w praktyce była niższa.
Artylerię średnią stanowiło 14 dział 152 mm o długości lufy 40 kalibrów, systemu Armstronga, umieszczonych po 7 na każdej z burt. Z dział każdej burty, 5 umieszczone było w kazamatach, z tego 3 na dolnych piętrach (pokład bateryjny) i 2 na górnych, a pozostałe 2 działa chronione były maskami pancernymi i ustawione na górnym pokładzie, na poziomie górnych kazamat. Działa 152 mm miały pole ostrzału 120° i szybkostrzelność maksymalną 6 strz/min. Po 4 działa skrajnych dwupiętrowych kazamat mogły teoretycznie strzelać na wprost w kierunku dziobu lub rufy, prostopadle do burty mogło prowadzić ogień 7 dział, a w większości sektorów burtowych 5 dział. Zapas amunicji wynosił 150 nabojów na działo, w większości burzących, w mniejszej liczbie przeciwpancernych.
Uzbrojenie uzupełniało 12 pojedynczych dział kalibru 76 mm (4 w nieopancerzonych kazamatach na dziobie i rufie, reszta na pokładzie górnym i nadbudówkach) i 8 dział 47 mm, do obrony przeciw torpedowcom. Działa 47 mm były częściowo ustawione na platformach masztów, mogły być też umieszczone na kutrach parowych. W porównaniu z typem Asama zrezygnowano z dziobowej wyrzutni torped i uzbrojenie torpedowe stanowiły 4 podwodne burtowe wyrzutnie torped 457 mm, umieszczone po 2 na każdą burtę, pod wieżami dział, z zapasem 16 torped.

### Ocena
Podobnie, jak typ Asama i w przeciwieństwie do większości wczesnych krążowników pancernych, okręty typu Izumo były, dzięki dość silnemu opancerzeniu, w większym stopniu optymalizowane do prowadzenia walki artyleryjskiej w składzie eskadry okrętów, a nie do typowych zadań "krążowniczych", jak działania rajderskie na liniach żeglugowych. Na skutek dość niskich burt (do 6,2 m) i ciężkiej wieży na dziobie, ich dzielność morska nie była najlepsza, jak na okręty przewidywane do zastosowania na oceanach. Podczas gorszej pogody ich pokład dziobowy i wieża artylerii były zalewane przez fale, podobnie jak nisko umieszczona część artylerii średniej, co uniemożliwiało jej użycie. Pomimo to były to udane okręty, najlepsze z szóstki japońskich krążowników pancernych programu 1895/1896, posiadające zdecydowaną przewagę nad rosyjskimi krążownikami pancernymi i pancernopokładowymi podczas wojny z Rosją.

## Skrócona historia służby

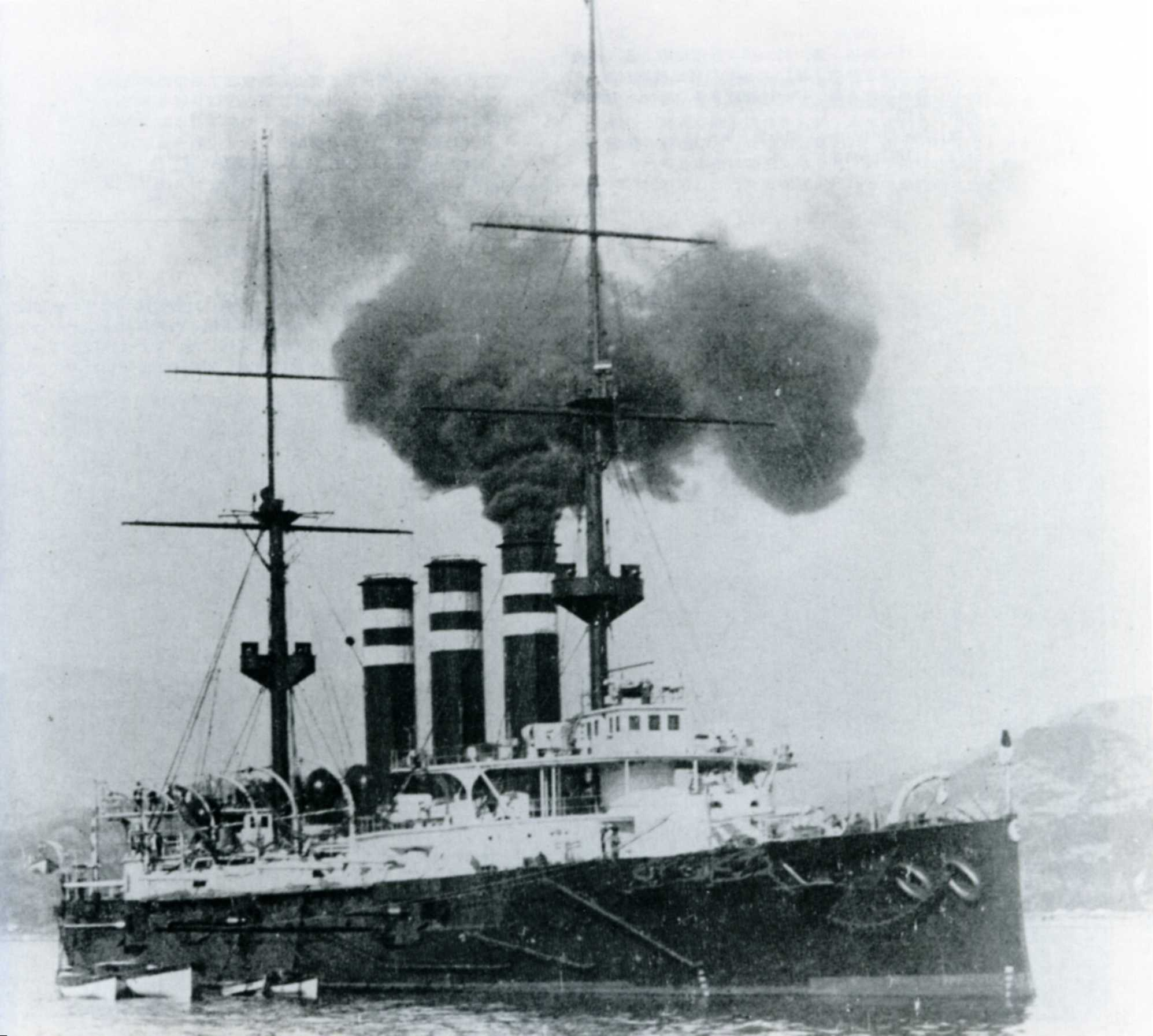
"Iwate" w 1902, w malowaniu pokojowym

### Wojna rosyjsko-japońska – początek
Oba krążowniki wzięły przede wszystkim aktywny udział w wojnie japońsko-rosyjskiej 1904-1905. Wraz z pozostałymi 4 krążownikami pancernymi, od 1903 tworzyły 2. zespół (dywizjon) krążowników 2. Floty (Eskadry) Floty Połączonej. "Izumo" był okrętem flagowym dowódcy 2. Floty wiceadmirała Hikonojō Kamimury, "Iwate" – dowódcy 2. zespołu, kontradmirała Sotaro Misu. Dla odróżnienie "Izumo" początkowo nosił jeden biały pasek na kominach, "Iwate" – dwa paski.
Na początku wojny japońsko-rosyjskiej, 9 lutego 1904 oba okręty wzięły udział w bitwie z rosyjską flotą pod Port Artur, przy czym "Iwate" odniósł powierzchowne uszkodzenia i lekko uszkodził pociskiem 152 mm krążownik "Askold". Oba krążowniki działały następnie pod Port Arturem i 25 lutego uczestniczyły w potyczce z rosyjskimi krążownikami i bateriami nadbrzeżnymi.
W marcu, w związku ze wzmożeniem akcji zespołu rosyjskich krążowników z Władywostoku, zespół wiceadmirała Kamimury z "Izumo" i "Iwate" został przeniesiony na Morze Japońskie i 6 marca dokonał nieskutecznego bombardowania Władywostoku. 16 marca zespół powrócił do sił głównych u zachodnich brzegów Korei i nadal działał pod Port Artur, po czym w II połowie kwietnia został znowu wysłany na Morze Japońskie i przez najbliższe miesiące bezskutecznie poszukiwał tam rosyjskich krążowników, prowadzących działania rajderskie. 1 lipca zespół japoński w składzie "Izumo", "Iwate", „Azuma” i „Tokiwa” natknął się na poszukiwane rosyjskie krążowniki pancerne "Rossija", "Gromoboj" i "Ruryk", jednakże mimo podjętego pościgu, słabszy zespół rosyjski zdołał uciec po zapadnięciu ciemności.

### Bitwa pod Ulsan
14 sierpnia 1904 zespół Kamimury wraz z "Izumo" i "Iwate" zdołał przechwycić poszukiwany zespół rosyjski, w efekcie doszło do bitwy pod Ulsan, zakończonej zatopieniem krążownika "Ruryk" i poważnym uszkodzeniem "Rossiji" i "Gromoboja". "Iwate" odniósł średnie uszkodzenia (najpoważniejsze z japońskich okrętów biorących udział w akcji), na skutek trafienia pociskiem 203 mm, który zniszczył kazamatę działa 152 mm nr 1, powodując wybuch składowanej tam amunicji. Zginęło 40 członków załogi, raniono 47. W okręt trafiło ogółem ponad 10 pocisków. Lekkie uszkodzenia odniósł "Izumo", trafiony ponad 20 pociskami (2 zabitych, 17 rannych). "Iwate" przeszedł pospieszny remont do połowy sierpnia 1904, przy czym rozbitą kazamatę zaślepiono. W obliczu groźby przerwania rosyjskich sił z Port Artur, 2. zespół następnie patrolował i eskortował konwoje w rejonie Cieśniny Koreańskiej, po czym 26 sierpnia "Iwate" skierowano na dłuższy remont do Japonii.
Na przełomie 1904 i 1905 okręty poddano niewielkim modyfikacjom, usunięto platformy dla lekkich działek z masztów i liczbę działek 47 mm zmniejszono do 4.

### Bitwa pod Cuszimą
Oba krążowniki w składzie 2. zespołu, wchodzącego w skład głównych sił japońskich, wzięły udział w bitwie pod Cuszimą 27 maja 1905, ostrzeliwując intensywnie rosyjskie pancerniki i krążowniki i wnosząc wkład w zwycięstwo. Same odniosły jedynie średnie uszkodzenia. 28 maja "Iwate" wraz z "Yakumo" natknął się na rosyjski pancernik obrony wybrzeża „Admirał Uszakow” i oba krążowniki trafiły go kilkukrotnie, zmuszając rosyjski okręt do samozatopienia. Podczas bitwy z głównymi siłami rosyjskimi, "Izumo" pod flagą wadm. Kamimury został trafiony 12 pociskami (5 – 305 mm, 1 – 254 mm, 3 – 152 mm, reszta mniejszych), 3 członków załogi zginęło i 35 raniono. Jeden pocisk 305 mm przez przewód kominowy dostał się do kotłowni, lecz szczęśliwie dla Japończyków nie wybuchł. "Iwate" pod flagą kadm. Hayao Shimamury, dowódcy 2. zespołu, został trafiony 17 pociskami (2 – 305 mm, 3 – ok. 203 mm, 2 – 152 mm, 1- 120 mm i mniejszymi), raniono 15 członków załogi (1 zmarł). "Iwate" na skutek trafienia ponad linią wodną, nabrał nieco wody.
Po bitwie i krótkich remontach, krążowniki głównie patrolowały do końca wojny. 18 września 1905 kadm. Shimamura na "Iwate" spotkał się na redzie portu Rasin z rosyjskim kadm. Karlem Jessenem (krążownik "Rossija") w celu ustalenia linii demarkacyjnej na morzu.

### I wojna światowa
Oba krążowniki służyły w dalszym ciągu we flocie japońskiej. Po rozpoczęciu I wojny światowej "Iwate" jako okręt flagowy 3. zespołu 2. Floty (dowódca zespołu kadm. Sojiro Tochinai) wziął ograniczony udział w operacji przeciwko niemieckiej bazie w Chinach Qingdao. "Izumo" patrolował na Oceanie Spokojnym w rejonie Archipelagu Galapagos w poszukiwaniu zespołu niemieckiego adm. von Spee i niemieckich rajderów. Japońskie krążowniki pancerne nie miały jednak okazji wziąć udziału w działaniach bojowych. "Izumo" w 1917 operował na Morzu Śródziemnym, ale bez akcji bojowych.

### Okres międzywojenny

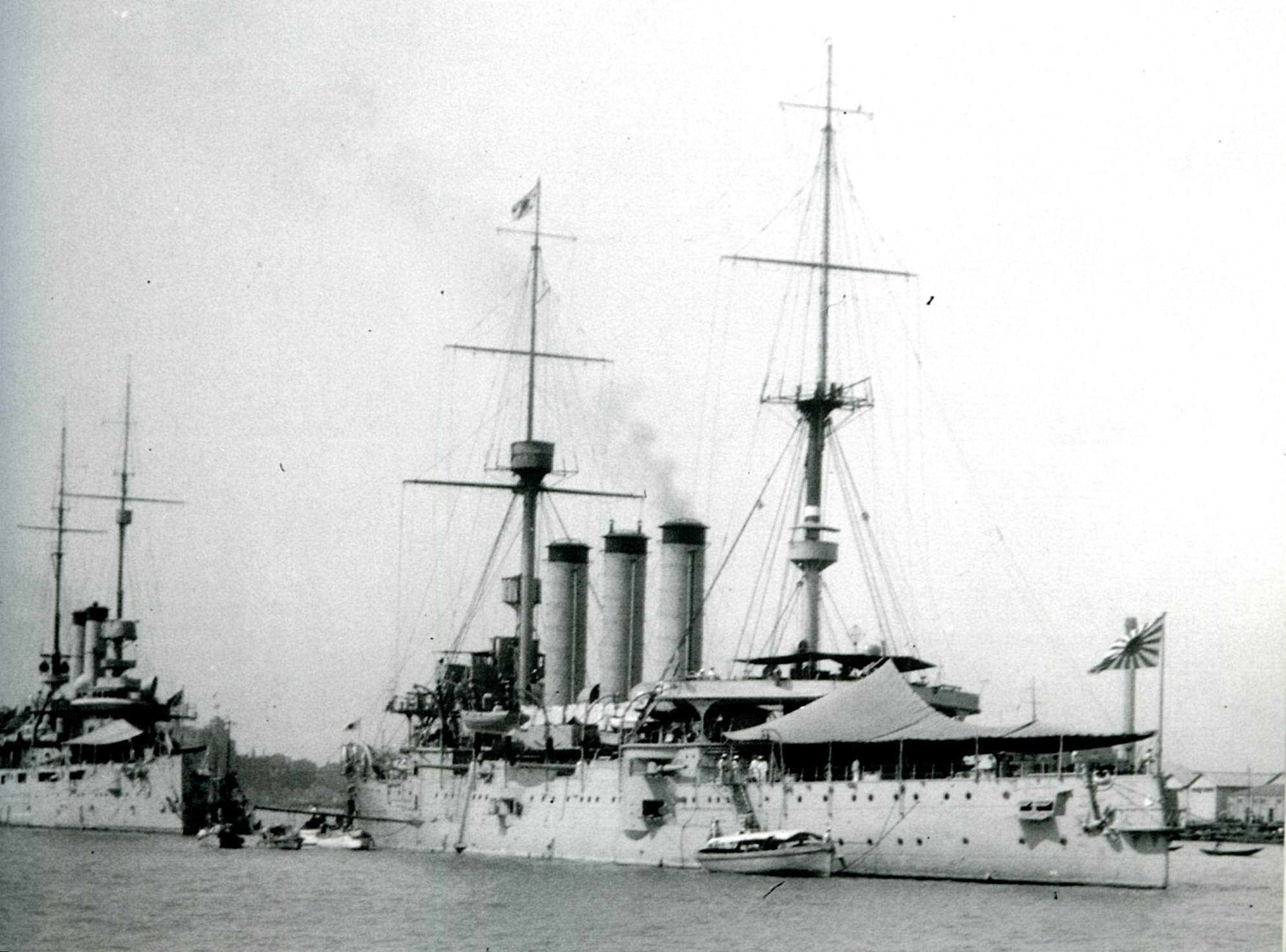
"Izumo" w Szanghaju

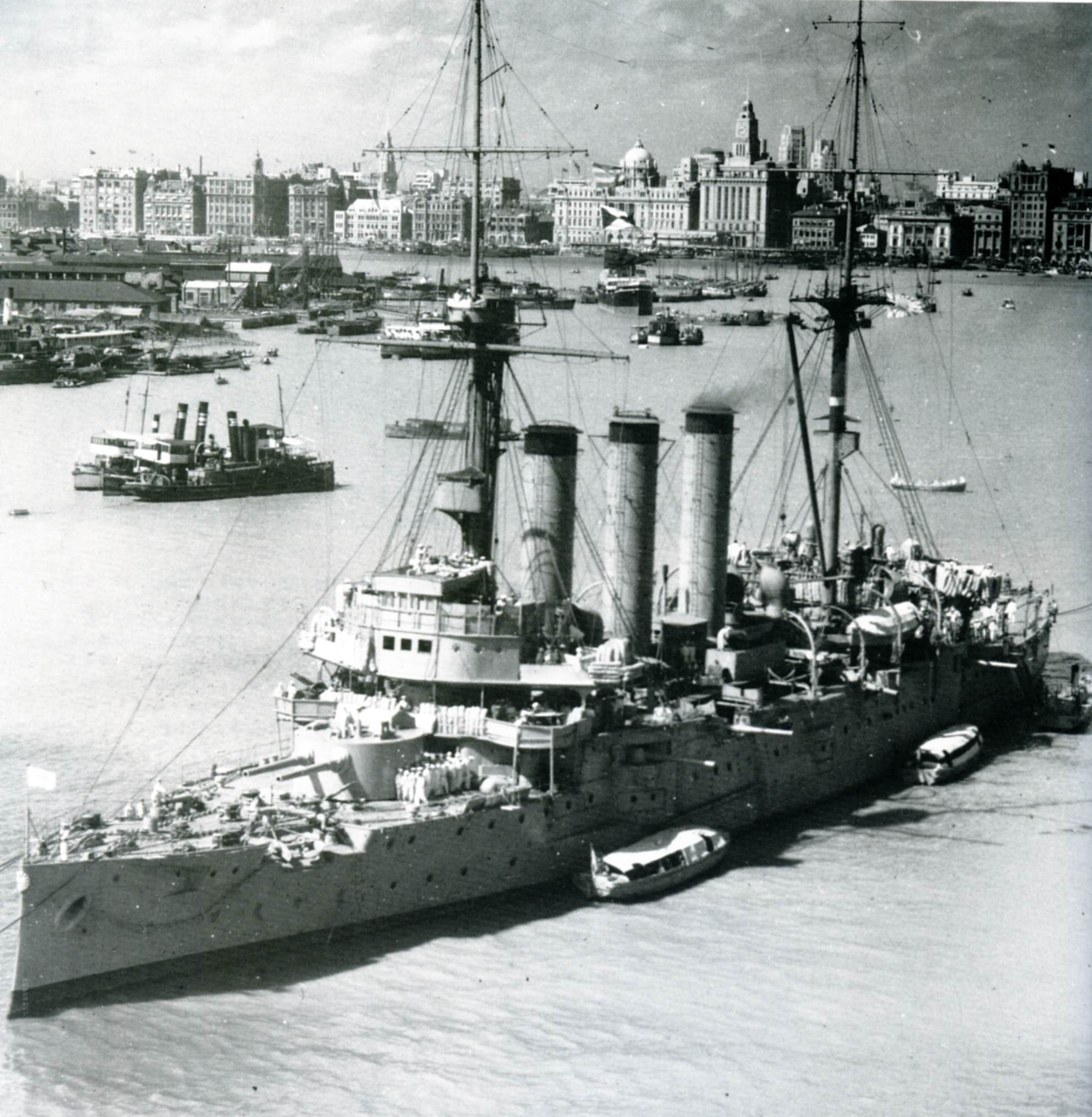
"Izumo" w Szanghaju

Po wojnie, 1 września 1921 oba krążowniki zostały przeklasyfikowane na okręty obrony wybrzeża, służyły jednak głównie do celów szkolnych, odbywając rejsy zagraniczne z kadetami ("Iwate" – już od 1916). Od sierpnia 1921 do kwietnia 1922 "Izumo" wraz z "Yakumo" odbył rejs szkolny dookoła świata, przez Kanał Panamski, wschodnie wybrzeże USA, Europę, Ocean Indyjski. Do 1939 "Iwate" odbył 16 dalekich rejsów szkolnych, "Izumo" – 6.
W latach 20. zdjęto z okrętów część artylerii średniej, pozostawiając 8 dział 152 mm, a także dodano działo przeciwlotnicze 76 mm. W latach 30. krążowniki nieco zmodernizowano, wymieniając im kotły na nowe – w 1931 "Iwate" (6 kotłów typu Yarrow) i w 1935 "Izumo" (6 kotłów typu Kampon). Moc zmniejszyła się do 7000 KM, a prędkość do 16 w. W 1935 pełna wyporność "Izumo" wynosiła 10.692 t.
"Izumo" od 1931 był okrętem flagowym zespołu japońskiego reprezentującego interesy Japonii w chińskich portach, stacjonując w Szanghaju podczas starć japońsko-chińskich w 1932, a następnie wojny japońsko-chińskiej, która wybuchła w lipcu 1937. Wspierał swoją artylerią oddziały japońskie w walkach o Szanghaj, stojąc na rzece Huangpu. Trzykrotnie był celem chińskich nalotów w sierpniu 1937, lecz bezskutecznie. 16 sierpnia w nocy był celem ataku chińskiego kutra torpedowego Shi-102 w Szanghaju, lecz torpeda uszkodziła tylko rozłożoną sieć przeciwtorpedową, chiński kuter został po ataku zatopiony. Według innych publikacji, został lekko uszkodzony od wybuchu przy burcie. Do 23 sierpnia usuwano uszkodzenia przy pomocy okrętu warsztatowego. "Izumo" stacjonował dalej w Szanghaju do 1943.

## II wojna światowa
Okręty wzięły bardzo ograniczony udział w II wojnie światowej. 8 grudnia 1941, tuż po przystąpieniu Japonii do II wojny światowej, "Izumo" stacjonujący w Szanghaju w Chinach, zatopił wraz z artylerią polową brytyjską kanonierkę rzeczną HMS "Peterel", która odmówiła poddania się, a jego załoga wzięła udział w zdobyciu amerykańskiej kanonierki USS "Wake".
1 lipca 1942 przeklasyfikowano formalnie oba okręty na krążowniki I klasy (krążowniki ciężkie), lecz nie przedstawiały już wówczas praktycznie żadnej wartości bojowej. W dalszym ciągu służyły jako okręty szkolne. W 1945 zdjęto z nich działa 203 mm, przeznaczone do obrony Japonii, ustawiając dwie podwójne armaty przeciwlotnicze 127 mm. Pozostałe uzbrojenie stanowiły 4 armaty 152 mm, 1 armata przeciwlotnicza 76 mm (na "Iwate" trzy) i 9-14 działek przeciwlotniczych 25 mm Typ 96.
Oba zatonęły podczas amerykańskich nalotów na bazę w Kure 24–28 lipca 1945. "Iwate" osiadł na dnie na płyciźnie 25 lipca, a "Izumo" przewrócił się na burtę 28 lipca 1945. Wraki zostały złomowane w 1947.

## Dane techniczne (1904-1905)
- wyporność: normalna 9503 t, pełna 10 305 ton
- wymiary:
  - długość: 132,78 m
  - szerokość: 20,94 m
  - zanurzenie: 7,24 m
- napęd: 2 pionowe maszyny parowe potrójnego rozprężania, 24 kotły parowe wodnorurkowe Belleville, moc: 15 709 KM, 2 śruby
- prędkość maksymalna: 21 w (na próbach, w rzeczywistości ok. 19)
- zapas paliwa – 600 t węgla, max. 1402 t
- zasięg: 4900 Mm (przy prędkości 10 w.)
- załoga: 613 (stan pokojowy, w tym 28 oficerów) – ponad 700

Wyposażenie:
- 2 dalmierze 1,37 m (4,5-stopowe) Barr & Stroud(inne języki) FA2
- 4 reflektory 75 cm
- radiostacja Marconi

Opancerzenie (stal cementowana Kruppa):
- burty:
  - pas burtowy na linii wodnej na śródokręciu: 178 mm (długość x wysokość – 84,13 × 2,13 m)
  - pas burtowy na linii wodnej na dziobie i rufie: 89 mm (stal niklowa)
  - górny pas burtowy: 127 mm (długość x wysokość – 53,34 / 51,21 × 1,53 m (2,13 m?))
- wewnętrzny pokład pancerny: 63 mm (stal niklowa)
- wieże i barbety: 152 mm, 25 m od góry
- kazamaty dział artylerii średniej: 152 mm, 51 mm z tyłu i boków
- maski dział artylerii średniej: 76 mm z przodu, 32 mm z boków
- stanowisko dowodzenia(inne języki): 356 mm, 25 m od góry
- zapasowe stanowisko dowodzenia: 76 mm, 25 m od góry
- masa: 2632 t (28% wyporności)